# À toute allure (film, 1982)
Pour plus de détails, voir Fiche technique et Distribution.
Pour les articles homonymes, voir À toute allure.
À toute allure est un téléfilm français réalisé par Robert Kramer, sorti en 1982.
Ce téléfilm de 61 minutes fait partie de la série Télévision de chambre produite entre 1981 et 1984 par l'Institut national de l'audiovisuel (INA) et diffusée sur TF1 d'avril 1982 à septembre 1984. À toute allure en est le second épisode. Bien que commandité par l'INA pour le petit écran, le film est présenté en compétition au Festival de Cannes 1982.

## Synopsis
Deux jeunes adultes, Nelly (Laure Duthilleul) et Serge (William Cherino), se retrouvent régulièrement à La Défense pour pratiquer leur passion, le patin à roulettes, sur la grande patinoire du centre commercial Les Quatre Temps, « Le Palace ». Leur rêve est de pouvoir obtenir une qualification pour le championnat annuel de roller-derby qui a lieu à Chicago. Ils s'entraînent sans relâche, même si les tensions au sein du couple sont nombreuses. Pour pouvoir partir aux États-Unis, en plus d'être fin prêts physiquement, il leur faut de l'argent. Félix (Bernard Ballet), un homme apparemment désœuvré qui erre dans le centre commercial et qui suit leur entraînement, leur propose un marché. L'accepteront-ils ? Et quel stratagème cache réellement Félix sous sa proposition d'aide ?

## Fiche technique
- Titre original : À toute allure
- Titre international : As Fast As You Can
- Réalisation : Robert Kramer
- Scénario : Robert Kramer[2], Martine Chicot[3]
- Direction artistique : Richard Copans[4]
- Décor : s.o.
- Costumes : s.o.
- Scripte : Martine Chicot[5]
- Chef-opérateur, Directeur de la photographie : Richard Copans[2],[6]
- Photographie : Michel Lecocq[5]
- Éclairage : Yvan Martin, Daniel Defontaine, Claude Pezet, Daniel Benkimoun[5]
- Son : André Siekierski[5]
- Montage : Dominique Forgue[5]
- Musique : Barre Phillips[2]
- Mixage audio : Jean-Pierre Laforce[7]
- Productrice : Martine Durand[8]
- Production : Institut national de l'audiovisuel
- Société de production : INA[9]
- Société de distribution : TF1
- Budget : non communiqué
- Pays d'origine :  France
- Langue originale : français
- Genre : dramatique
- Format : 16 mm - couleur
- Durée : 61 minutes[10]
- Dates de sortie et diffusion :
  -  France :
    - mai 1982 (Festival de Cannes 1982 - compétition officielle)
    - 7 juin 1982[11] (sortie à Paris uniquement)
    - 24 juin 1983 (diffusion sur TF1)

  -  Pays-Bas :
    - février 1983[3] (Festival international du film de Rotterdam - sélection officielle)

  -  Japon :
    - octobre 2001[5] (Festival international du documentaire de Yamagata - Rétrospective Robert Kramer)

## Distribution
- Laure Duthilleul : Nelly
- William Cherino : Serge
- Bernard Ballet : Félix
- Manuelle Lidsky : Manu
- Pierre Hurel : l'enfant
- Natacha Jeanneau : la mère
- Dominique Campana
- Claire Squires
- Valérie Coquerel
- Tai : musiciens
- Siow : musiciens
- André S. Labarthe : lui-même, narrateur pré-générique
- Robert Kramer : lui-même, pré-générique

## Accueil

### Réception critique à Cannes
Le film, présenté en compétition officielle au Festival de Cannes en mai 1982, est mal reçu. Marcel Martin écrit dans La Revue du Cinéma : « Seul objet de controverse sérieuse, la sélection française, axée sur la promotion de talents peu connus plus que sur la consécration de valeurs sûres : initiative louable (peut-être la seule « retombée » visible de la politique du nouveau ministre), mais présenter ces films à Cannes, où tout jugement serein est impossible, équivalait à les envoyer au massacre. »
On reproche au film d'être trop clinquant, trop mode. Ses éclairages sont jugés trop stylisés en raison de l'emploi abusif de différentes couleurs dans le même plan. Certains y voient juste un exercice de style, esthétiquement réussi certes, mais vain sur le plan thématique. D'autres le jugent comme une production télévisuelle au scénario extrêmement mince et manquant particulièrement de prestige pour avoir eu l'honneur de concourir en compétition à Cannes.
Gilles Colpart écrit dans La Revue du Cinéma : « À toute allure n'est pas la grande œuvre que l'on pouvait attendre de Robert Kramer depuis son installation en France. »
Cependant, plus loin dans la même critique, il reconnaît des qualités au film, en particulier l'utilisation optimale des ressources de l'unité de lieu imposée au réalisateur par la production et la façon dont Robert Kramer se tire des exigences d'écriture de la série Télévision de chambre : « Ce décor unique et clos, le « Palace » à La Défense, aux portes de Paris, avec ses enchevêtrements de glaces et de néons, enferme les personnages dans un mythe, celui d'un mode de vie, celui d'une Amérique rêvée comme un but. Ironie désabusée qui n'est que logique de la part de Robert Kramer, cinéaste anti-hollywoodien s'il en fut... ».
Dans Études de juillet 1982, Jean Collet retient le film dans la liste qu'il dresse des meilleurs films de Cannes, une quinzaine au total, tout en qualifiant l'ensemble de la sélection de « bon cru ».
De son côté, le biologiste et écrivain Claude Gudin, dans L'Humanité, loue la performance de l'actrice principale : « [...] Laure Duthilleul, superbe comédienne sur patins à roulettes. »
Le directeur de la Cinémathèque suisse, Freddy Buache, décrit le film comme « un effeuillage de petits détails dans les bruits du monde. »
Pour le journaliste Édouard Waintrop, de Libération, Robert Kramer, cinéaste issu du documentaire, « fait une intrusion dans la fiction pure avec [ce film], en 1982. » Mais il qualifie aussi l'œuvre de « petit film. »

### Diffusion à la télévision
Lors de la présentation du film à la télévision un an plus tard, les esprits se sont calmés. Robert Kramer présente alors lui-même son film dans une courte introduction vidéo (dont André S. Labarthe est le narrateur), ajoutée pour l'occasion : « [C']est un film sur le roller-skating mais aussi sur le pouvoir de l'argent, sur ce qui se vend et s'achète et sur la jeunesse un peu désorientée des années 1980. »
Quand on fait remarquer au cinéaste le rapprochement entre documentaire et fiction dans ce film en particulier, et dans son œuvre en général, il répond : « Je vis très confortablement l’interface documentaire / fiction au cinéma, d’autant plus que tout ce que j’ai pensé politiquement y a contribué. »
Cet aspect documentaire fait que l'utilisation mémorable du lieu unique de tournage est mise en avant, surtout lors de reprises ultérieures, comme au Forum des Images : « La patinoire de la galerie marchande des Quatre Temps à La Défense (92) est ici remarquablement utilisée. »

### Controverse
La présence du film en compétition officielle au Festival de Cannes 1982 suscite une polémique pour deux raisons : sa durée de 61 minutes qui le définit plutôt comme un moyen métrage et sa facture télévisuelle.
Dans La Revue du Cinéma, le critique Jacques Chevallier écrit : « Nous reviendrons sur le film de Kramer lors de sa sortie. Il mérite une analyse attentive, loin des polémiques de la Croisette. Son caractère un rien expérimental — la fiction travaillant le document dans une durée-règle du jeu imposée par le producteur, l'INA — le destinait à une section parallèle plus qu'à la sélection officielle. »
Les journalistes et critiques reprochent aux sélectionneurs des trois films français en compétition d'avoir privilégié l'expérimentation au détriment des « valeurs sûres » (qu'aurait représenté le choix des films de Claude Chabrol — Les Fantômes du chapelier — ou d'Éric Rohmer — Le Beau Mariage —, non retenus). Les deux autres films représentant la France, des productions à petits budgets, sont aussi très mal accueillis : Douce enquête sur la violence de Gérard Guérin et Invitation au voyage de Peter Del Monte.
La Revue du Cinéma dresse un bilan négatif de la sélection : « La sélection française avait, cette année, fait peau neuve. [...] Un vrai changement, qu'il faut saluer comme tel. Et un échec. »
Dans le magazine Première, le rédacteur-en-chef Marc Esposito est l'un des éditorialistes les plus virulents à attaquer la sélection du film en compétition.

## Autour du film
Les fictions de la série Télévision de chambre, dont À toute allure constitue le second épisode, sont réalisées suivant une contrainte commune : l'unité de lieu. Ce lieu unique, qui peut être extérieur ou intérieur, dans un espace ouvert ou fermé, ne doit pas seulement servir de décor, mais doit être partie intégrante du drame. Ici, la patinoire « Le Palace » du centre commercial Les Quatre Temps à La Défense et les gens qui gravitent autour de ce lieu public sont le nœud du drame.
Au total, 11 fictions sont réalisées dans cette série par des réalisateurs de cinéma : Robert Kramer, André Téchiné, Benoît Jacquot, Pierre Zucca, Chantal Akerman, Jean-Claude Brisseau, Arthur Joffé, Marie-Claude Treilhou, Pascal Kané, etc.
À toute allure est l'un des trois films représentant la France en compétition au Festival de Cannes 1982. Sa sélection suscite une controverse du fait de sa durée inhabituelle (61 minutes) pour un film en sélection officielle et parce qu'il est produit par l'Institut national de l'audiovisuel pour une série (Télévision de chambre) destinée à la diffusion sur le petit écran. D'ailleurs le film n'est pas distribué commercialement en salles en raison de sa courte durée et est finalement diffusé sur TF1 le 24 juin 1983.
Le film, tourné en 16 mm pour la télévision, est gonflé en 35 mm pour sa projection au Palais des Festivals à Cannes, en mai 1982.
À Paris, il fait l'objet d'une unique projection en salle, le 7 juin 1982, dans le cadre d'une présentation post-festival de la sélection française à l'UGC Forum Orient-Express.
Le film est présenté au Festival International du Film de Rotterdam en février 1983.
Le film est référencé dans Chambre 666 (1982), de Wim Wenders, tourné pendant le Festival de Cannes 1982.
Le film est commenté dans Égale Cinéma, émission de télévision présentée par André S. Labarthe, le 23 juin 1983, la veille sur sa diffusion sur TF1.
Des extraits du film sont montrés dans le documentaire City Empires (1998, 24 min), montage vidéo de Robert Kramer où sont repris des extraits de ses films Route One/USA, Diesel, À toute allure, Berlin 10/90, Sous le vent et Ghosts of Electricity, produit par le Centre Georges-Pompidou en avril 1998, et présenté lors de la Rétrospective Robert Kramer au 19e Festival du film documentaire de Marseille (juillet 2008).

## Distinctions

### Nominations
- 1982 : en compétition au Festival de Cannes.

### Autres sélections
- 1983 : Festival International du Film de Rotterdam.
- 2001 : Festival International du documentaire de Yamagata, Japon (sous le titre « As Fast As You Can[5] »).